# L'únic supervivent
L'únic supervivent (títol original en anglès, Lone Survivor) és una pel·lícula estatunidenca dirigida per Peter Berg i estrenada l'any 2013.	

## Argument
Adaptació de les memòries de Marcus Luttrell, on relata les seves experiències a l'Afganistan durant el 2005. A ell (Wahlberg) i a altres marines (Kitsch, Foster, Hirsch) els va ser encomanada la missió de liquidar un líder terrorista, però la situació es va complicar quan els talibans els van parar una emboscada.	

## Repartiment
- Mark Wahlberg: l'intendent Marcus Luttrell
- Taylor Kitsch: el tinent Michael P. Murphy
- Ben Foster: Matthew Axelson
- Emile Hirsch: Danny Dietz
- Eric Bana: el capità de corbeta Erik S. Kristensen
- Alexander Ludwig: l'intendent Shane Patton
- Sammy Sheik: Tarak